# Franz Joseph 1. af Østrig-Ungarn
Franz Joseph 1. (ungarsk: I. Ferenc József) (født 18. august 1830, død 21. november 1916) tilhørte Habsburg-dynastiet og var kejser af Østrig, konge af Ungarn og konge af Bøhmen fra 1848 til 1916. Hans 68-årige regeringstid er den fjerdelængste i europæisk historie (efter Ludvig 14. af Frankrig og Johan 2. af Liechtenstein samt Elizabeth 2. af Storbritannien).

## Liv og gerning

### Tidlige liv
Ærkehertug Franz Joseph Karl blev født den 18. august 1830 på Schönbrunn Slot udenfor Wien som den ældste søn af ærkehertug Franz Karl af Østrig og hans hustru prinsesse Sophie af Bayern. Hans far var den næstældste søn af kejser Frans 1. af Østrig, og hans mor var datter af kong Maximilian 1. Joseph af Bayern.
Da tronfølgeren, kejser Frans' ældste søn ærkehertug Ferdinand, led af alvorlig epilepsi, var det usandsynligt, at han ville få børn, og det måtte derfor forudses, at ærkehertug Franz Karl som den næstældste søn måtte fortsætte habsburgernes arvefølge. Da Franz Karl tilmed var både fysisk og mentalt svag og derfor ikke blev anset for at være egnet som regent, blev fødslen af hans søn Franz Joseph tillagt stor betydning ved hoffet i Wien, og han blev fra en tidlig alder konsekvent opdraget som en potentiel efterfølger til den kejserlige trone af sin politisk ambitiøse mor.
Franz Josefs undervisning lededes af grev H. Bombelles, og han viste tidlig en sjælden sprogfærdighed, så at han lærte at tale alle rigets hovedsprog. Da han som kejserens fuldmægtig i oktober 1847 deltog i ærkehertug Stefans indsættelse som palatin i Ungarn, vakte han opsigt ved sin tale på ungarsk.

### Vejen til magten
I april 1848 sendtes han til Radetzkys hær i Italien og viste flere gange uforfærdet mod. Efter at kejserhuset i oktober samme år var flygtet til Olmütz på grund af opstanden i Wien, genoptoges tanken om at lade Franz Joseph afløse sin farbroder Ferdinand som kejser, og den 2. december udførtes planen, for at man kunne få en hersker, som ikke var bundet ved forgængerens løfter til de forskellige folkeslag.
Hans første rådgivere var fyrst Felix Schwarzenberg og grev Stadion, der ville gennemføre en konstitutionel helstat med ligestilling for alle folkeslag og tidssvarende omdannelse af forvaltning og retspleje, men uden agtelse for landenes historiske rettigheder. En fællesforfatning på dette grundlag udstedtes den 4. marts 1849, og snart efter skaffede sejren ved Novara fred i Italien og genoprettede Østrigs magt her, mens et møde i Warszawa med kejser Nikolaj I skaffede Franz Joseph en russisk hjælpehær til at undertrykke Ungarns frihedskamp. Men disse sejre førte regeringen ind på et strengt militærregimente, og efterhånden opgaves alle planer om politisk frihed og om opfyldelse af nationaliteternes ønsker. I 1851 fjernedes de frisindede ministre, og fra 1. januar 1852 genindførtes enevælden, hvorefter et strengt centralisations- og fortyskningssystem blev regeringens program. 1855 vandt reaktionen en ny sejr ved afslutningen af konkordatet, som gav den katolske kirke ikke alene udstrakt selvstændighed, men også store forrettigheder over for andre trossamfund og vigtig indflydelse i staten. Josef II’s politik over for kirken, som hidtil var blevet holdt i ære, opgaves således for, at kejseren kunne vinde kirkens støtte over for sine folk.

### Familie
Franz Joseph ægtede den 24. april 1854 Elisabeth af Bayern, datter af hertug Max Joseph i Bayern (født 24. december 1837, død 10. september 1898 - dræbt ved knivstik) og havde med hende en søn Rudolf, født 1858, som døde i 1889, og to døtre, Gisela, født 1856, gift 1873 med prins Leopold af Bayern, broder til den senere konge, og Marie Valeria, født 1868, gift 1890 med ærkehertug Frants Salvator af den toskanske linje.

### Svækket magtstilling
Udadtil havde Østrig vist sin magt ved at genoprette forbundsdagen i Tyskland 1850, pånøde Danmark Helstaten 1852 og værge Montenegro imod tyrkerne, og under Krim-krigen 1853—56 syntes det endog at holde afgørelsen i sin hånd som mægler mellem Rusland og Vestmagterne. Men i virkeligheden havde dets uklare holdning stillet det alene i Europa. Dette viste sig klart under krigen 1859, som Franz Joseph i ægte habsburgsk stivsind selv fremskyndede ved sit forlangende om Sardiniens afvæbning, og efter nederlaget ved Solferino, hvor han nær var blevet taget til fange, traf han i Villafranca personlig aftale med Napoleon III om fred imod Lombardiets afståelse. Hans håb om at redde sine forbundsfællers herredømme i Mellemitalien strandede derimod på indbyggernes modstand. Nu kom en række år, i hvilket det ene politiske forsøg fulgte efter det andet, men alle mislykkedes. Først i 1859 greb man til materielle fremskridt (næringsfrihed, jødernes ligestilling), men folkestemningen forsonedes lige så lidt derved som ved amnestien 1857. Nu gjordes tilløb til en føderalistisk statsordning (Oktober-diplomet 1860) med genoprettelse af de enkelte landes historiske rettigheder, men skridtet gjordes ikke fuldt ud og vakte kun så meget stærkere krav. Der efter kundgjordes i februar 1861 en konstitutionel helstat med afgjort overvægt for tyskheden, men derimod rejste ungarerne en så hårdnakket modstand, at til sidst hele forfatningslivet standsede i 1865.
Ikke bedre gik det udadtil. Forgæves søgte han at styrke sin stilling i Tyskland ved at knytte forbund med mellemstaterne, og skønt fyrstemødet i Frankfurt i august 1863 syntes at love ham en fornyelse af den tyske kejsermagt, var Preussens modstand dog stærk nok til at gøre det aldeles frugtesløst. Han lod sig derefter trække med til krigen mod Danmark 1864, men gavnede derved alene Preussen uden at opnå et varigt forbund med denne gamle medbejler. Mødet i Gastein i august 1865 med kong Vilhelm I afgjorde vel foreløbig tvisten om Elbhertugdømmernes fremtidige stilling, men den brød snart ud igen og førte 1866 til en krig både med Preussen og Italien, fordi Franz Joseph hårdnakket havde vægret sig ved at afstå Venetien, skønt dets besiddelse ikke længere var holdbar. Krigen blev et endnu større nederlag end 1859 og medførte tabet både af Venetien og af stillingen i Tyskland.

### Personalunionen
Nu erkendte han endelig nødvendigheden af at føje ungarernes krav om monarkiets tvedeling og at gennemføre det konstitutionelle system også i Østrig. Den 8. juni 1867 kronedes han i Budapest til Ungarns konge og skænkede den vanlige kroningsgave, 100.000 gylden, til understøttelse for enker og børn efter faldne deltagere i den ungarske frihedskamp. Senere måtte han også bøje sig for dets parlamentariske statsskik og godkende dets stilling som selvstændigt rige. I Østrig hældede han i de første 12 år efter 1867 fortrinsvis til tyskerne, men under hans barndomsven grev Taaffes styrelse, 1879—93, nåede de slaviske folkeslag stedse længere frem mod national ligestilling. Ligeledes opgaves 1871 konkordatet som følge af kundgørelsen af pavens ufejlbarhed.

### Alliancepolitik
Udadtil svajede hans politik ret betydelig. Mødet i Salzburg i august 1867 med Napoleon III bebudede en tilnærmelse til Frankrig (Franz Joseph deltog også 1869 sammen med kejserinde Eugenie i Suez-kanalens åbning). Da krigen 1870 udbrød, holdt han sig dog tilbage, og 1871 kom i Gastein en udsoning i stand med den tyske kejser, hvor efter der i september 1872 i Berlin blev indgået trekejserforbundet mellem de tre østlige stormagters herskere, altså en tilbagevenden til forholdene 1830—47. I 1873 modtog han i Wien besøg af kong Victor Emanuel 2. af Italien og gengældte det følgende år i Venedig, hvor han hædredes med megen hjertelighed af sine tidligere undersåtter. Da trekejserforbundets inderlighed kølnedes under Den russisk-tyrkiske krig (1877-1878) og især ved den derefter følgende tilknytning af Bosnien og Herzegovina til Østrig-Ungarn, sluttede han 1883 det ny tremagtsforbund med Tyskland og Italien, og dette dannede indtil 1915 grundlaget for monarkiets holdning.

### To attentatforsøg
Den 18. februar 1853 blev han ved et mordforsøg i Wien såret med et knivstik af en ungarer Libenyi, og den 17. august 1882 ville en italiener af tysk byrd, Oberdank, dræbe ham i Triest ved Orsinibomber, men fængsledes forinden.

### Indenrigspolitik
Fra tidlig tid øvede han stor personlig indflydelse på monarkiets styrelse og stræbte med klogskab og mådehold at løse den vanskelige opgave at opretholde ligevægten dels mellem Østrig og Ungarn, dels mellem de indbyrdes stridende folkeslag. Han kunne dog ikke undgå mere end ën gang at måtte gøre overordentlige skridt for at holde det sammensatte regeringsmaskineri i gang, især i Østrig ved fastsættelsen af finansloven 1902 og 1904, men også i Ungarn 1905—06 ved et års tid at styre uden for loven. Også lykkedes det ham først 1907 efter 10 års frugtesløse forhandlinger at opnå fornyelse af den økonomiske forbindelse mellem Østrig og Ungarn samt forhøjelse af dettes årlige tilskud til fællesudgifterne. Hårdnakket vægrede han sig ved at løsne hærens enhed og indrømme ungarsk kommandosprog for de ungarske afdelinger, idet han stærkt hævdede det tyske begreb "krigsherre". Mens han 1905 gav stødet til, at indførelsen af almindelig valgret kom til alvorlig drøftelse i Østrig (den blev virkelig indført til rigsrådets underhus 1907), stræbte han forgæves at tilvejebringe en udsoning mellem tyskere og tjekker i Böhmen, men gav dog til kende, at han var villig til at gøre større indrømmelser til de slaviske folks nationale krav, end det hidtil havde været muligt at opnå.

### Mange jubilæer
Det faldt også i hans lod at have en længere regeringstid (68 år) end nogen samtidig fyrste. Mens hans første jubilæum 1873 for 25 års regering fejredes med stor højtidelighed, mindedes det andet 1888 efter hans eget udtrykkelige ønske kun ved grundlæggelsen af mange milde stiftelser, og ved det tredje 1898 bortfaldt alle festligheder på grund af mordet på kejserinde Elisabeth knap 3 måneder forinden. Desuden kunde han maj 1896 indvi Ungarns tusindårsfest og april 1898 fejre halvhundredårsdagen for dets statsordnings omdannelse, samt juni 1907 40-årsdagen for sin kongekroning, samt endelig december 1908 sit eget 60-års regeringsjubilæum. Mange af Europas fyrster gæstede ham i løbet af dette år, alle de tyske fyrster med kejser Wilhelm i spidsen 7. maj, og den danske konge Frederik VIII på selve højtidsdagen.

### Fornyet imperialisme
Knap 2 måneder forinden, i oktober 1908, overraskede han verden ved at kundgøre Bosniens indlemmelse i monarkiet, uden nærmere at fastsætte dets statsretlige stilling. Denne egenmægtige tilsidesættelse af Berlin-traktaten 1878 vakte vel straks uvilje hos flere regeringer og syntes en tid lang at skulle fremkalde krig med Serbien, men godkendtes i april 1909 af alle stormagterne, efter at et forlig var kommet i stand med Tyrkiet. Endnu større var dog overraskelsen, da Franz Joseph i juli 1914 — efter at den østrigske tronfølger Frants Ferdinand var blevet myrdet af et par serbiske fanatikere — stillede de videst gående krav til den serbiske regering, uden mindste hensyn til dens statsretlige selvstændighed, omtrent i lighed med hans optræden over for Sardinien i 1859, og derved gav stødet til 1. verdenskrig, hvis endelige udgang han ikke oplevede.

### Død
Han døde som 86-årig på Schönbrunn Slot i Wien i 1916 og blev efterfulgt på den østrig-ungarske trone af sin brors barnebarn, Karl 1. af Østrig. Kun to år efter ophørte riget dog med at eksistere.

## Andet
Franz Joseph 1. er skrevet ind i handlingen i operetten Sommer i Tyrol og efterfølgende i filmen Sommer i Tyrol.

## Titler, prædikater og æresbevisninger

### Titler
Hans formelle titel var meget lang, startede med "Hans kejserlige og apostoliske Majestæt, af Guds nåde kejser af Østrig, konge af Ungarn og Böhmen," senere i remsen uventet "konge af Jerusalem" og dertil "hertug af Auschwitz". 

### Hædersbevisninger og ordener
- Danmark: Ridder af Elefantordenen  (1849)
- Norge: Ridder af Den Norske Løve  (1904)

## Ægteskab og børn
Han blev gift 24. april 1854 med Elisabeth af Bayern (1837-1898) og parret fik fire børn:
1. Ærkehertuginde Sophie (1855-1857)
2. Ærkehertuginde Gisela (1856-1932), gift 1873 med prins Leopold af Bayern og fik fire børn.
3. Kronprins Rudolf (1858-1889), gift 1881 med prinsesse Stéphanie af Belgien og fik ét barn.
4. Ærkehertuginde Marie Valerie (1868-1924), gift 1890 med ærkehertug Franz Salvator af Østrig og fik ti børn.